# Karin Binder

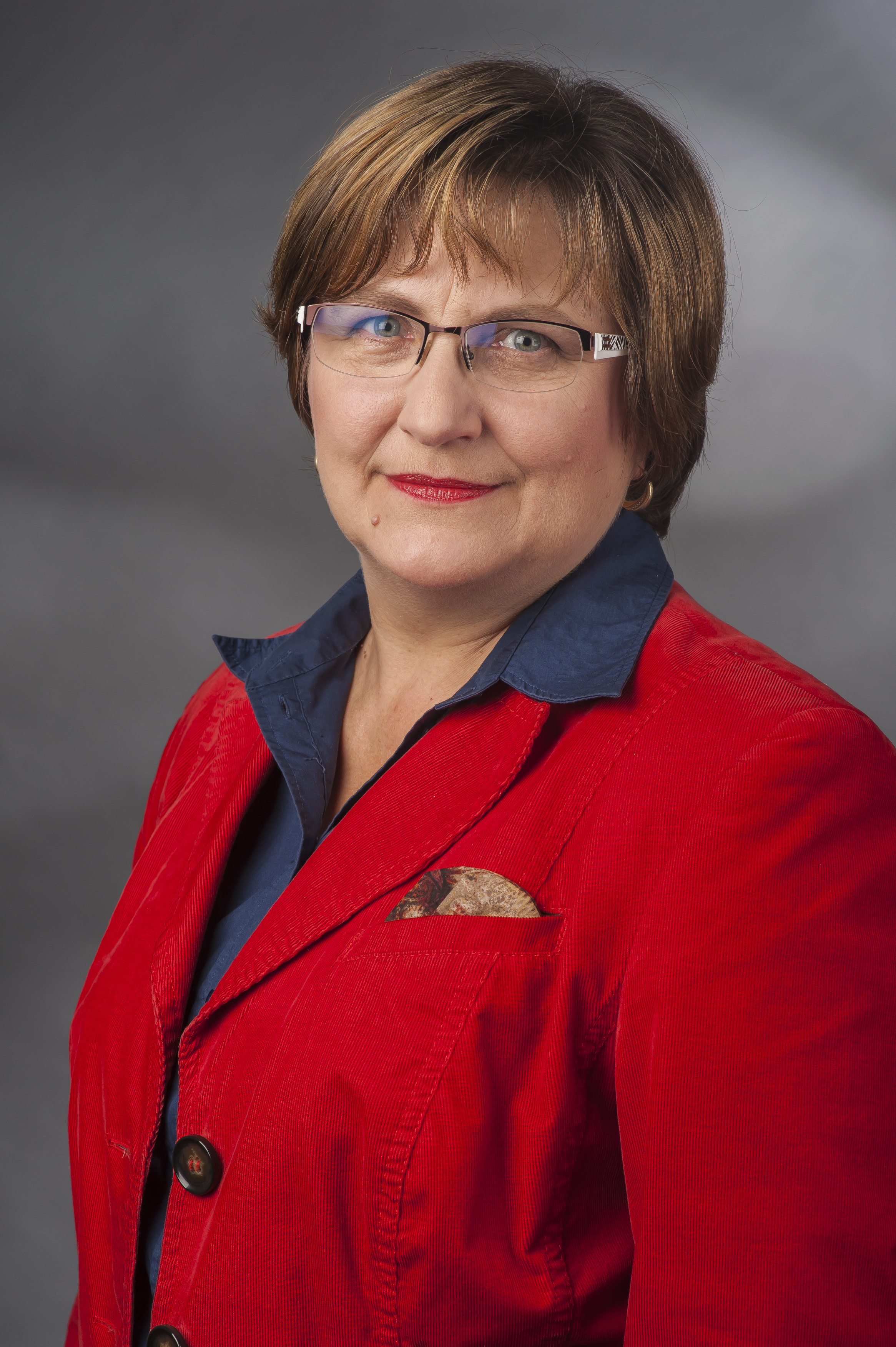
Karin Binder (2014)

Karin Binder (* 28. August 1957 in Stuttgart) ist eine ehemalige deutsche Politikerin (Die Linke). Sie war von 2005 bis 2017 Mitglied des Deutschen Bundestages.

## Leben und Beruf
Nach der Mittleren Reife machte Binder eine Ausbildung zur Einzelhandelskauffrau. Anschließend absolvierte sie berufsbegleitend eine Weiterbildung zur Handelsfachwirtin.
Schon während ihrer Ausbildung engagierte sich Binder als Jugend- und Auszubildendenvertreterin und war später über lange Jahre Betriebsrätin und Betriebsratsvorsitzende in einem Unternehmen der Bertelsmann AG in Stuttgart.
Seit 1976 war sie ehrenamtlich in unterschiedlichsten Funktionen auf Kreis-, Bezirks- und Landesebene für die Gewerkschaft Handel, Banken und Versicherungen aktiv. Von April 2003 bis Oktober 2005 war sie hauptamtliche Regionsvorsitzende des DGB Mittelbaden in Karlsruhe.

## Politik
Von 1975 bis 1998 war Binder Mitglied der SPD. 2005 wurde sie vor deren Fusion zur Linkspartei Mitglied der Die Linke.PDS und der WASG. Im November 2009 wurde Karin Binder in den Geschäftsführenden Kreisvorstand der Partei Die Linke in Karlsruhe gewählt.
Von 1990 bis 1992 gehörte sie dem Gemeinderat von Stuttgart an.

## Abgeordnete
Binder war von 2005 bis 2017 Mitglied des Bundestages. Bei den Bundestagswahlen 2005, 2009 und 2013 war sie über die Landesliste Baden-Württemberg in den Bundestag eingezogen. Ihr Heimatwahlkreis war Karlsruhe-Stadt.
Sie war Mitglied im Vorstand und seit 2009 in der Parlamentarischen Geschäftsführung der Linksfraktion. Außerdem war sie Ordentliches Mitglied im Ausschuss für Ernährung und Landwirtschaft und im 17. Bundestag und 18. Bundestag Obfrau für ihre Fraktion. Für ihre Fraktion war sie die ernährungspolitische Sprecherin und zuständig für den gesundheitlichen Verbraucherschutz.